# Lobocleta balistraria
Lobocleta balistraria là một loài bướm đêm trong họ Geometridae.